# 姜润石
姜润石（韓語：강윤석），是朝鲜民主主义人民共和国的政治人物。现任中央裁判所所长、朝鲜劳动党中央委员会委员、最高人民会议法制委员会委员。

## 生平
2016年6月，姜润石出任最高人民会议常任委员会部长。2016年5月6日，朝鲜劳动党第7次大会上当选朝鲜劳动党中央委员会候补委员。同年6月29日最高人民会议第13期第4次会议上，最高裁判所改称“中央裁判所”，他当选中央裁判所所长、法制委员会委员。2019年4月10日，朝鲜劳动党第7次大会第4次总会上当选朝鲜劳动党中央委员会委员。2021年9月29日，在第十四届最高人民会议第五次会议上被补选为最高人民会议常任委员会副委员长。